# Alpthal
Alpthal est une commune suisse du canton de Schwytz, située dans le district de Schwytz.

## Géographie

Vue aérienne de 1000 m par Walter Mittelholzer (1923).

Selon l'Office fédéral de la statistique, Alpthal mesure 22,88 km2. 

## Démographie
Selon l'Office fédéral de la statistique, Alpthal compte 618 habitants fin 2022. Sa densité de population atteint 27 hab./km2.
Le graphique suivant résume l'évolution de la population d'Alpthal entre 1850 et 2008 :